# نیکولای پاشالوف
نیکولای پاشالوف (بلغاری: Николай Славев Пешалов؛ زادهٔ ۳۰ مهٔ ۱۹۷۰) وزنه‌بردار اهل بلغارستان بود.
وی در مسابقات کشوری و بین‌المللی در مجموع برندهٔ ۱۲ مدال طلا، ۶ مدال نقره، ۴ مدال برنز شده‌است.